# Diego et Frida
Diego et Frida est une biographie de Jean-Marie Gustave Le Clézio parue en 1993.
Ce récit mêle les étapes de la révolution mexicaine et les amours tumultueuses des peintres Diego Rivera (1886-1957) et Frida Kahlo (1907-1954).
Il s’agit du seul ouvrage que l'écrivain consacre entièrement à des artistes.

## Résumé
Le livre conte le destin croisé des deux personnages du titre, croisé lui-même avec le destin du Mexique et celui du monde de l’époque puisque les artistes interviennent en Amérique du Sud, aux États-Unis, en Europe. Il y est question de l’accident de Frida, de ses  souffrances, de son handicap, en résonance aux infidélités de Diego, de leur amour toujours plus fort, sublimé par l'art.